# Synkronmaskin

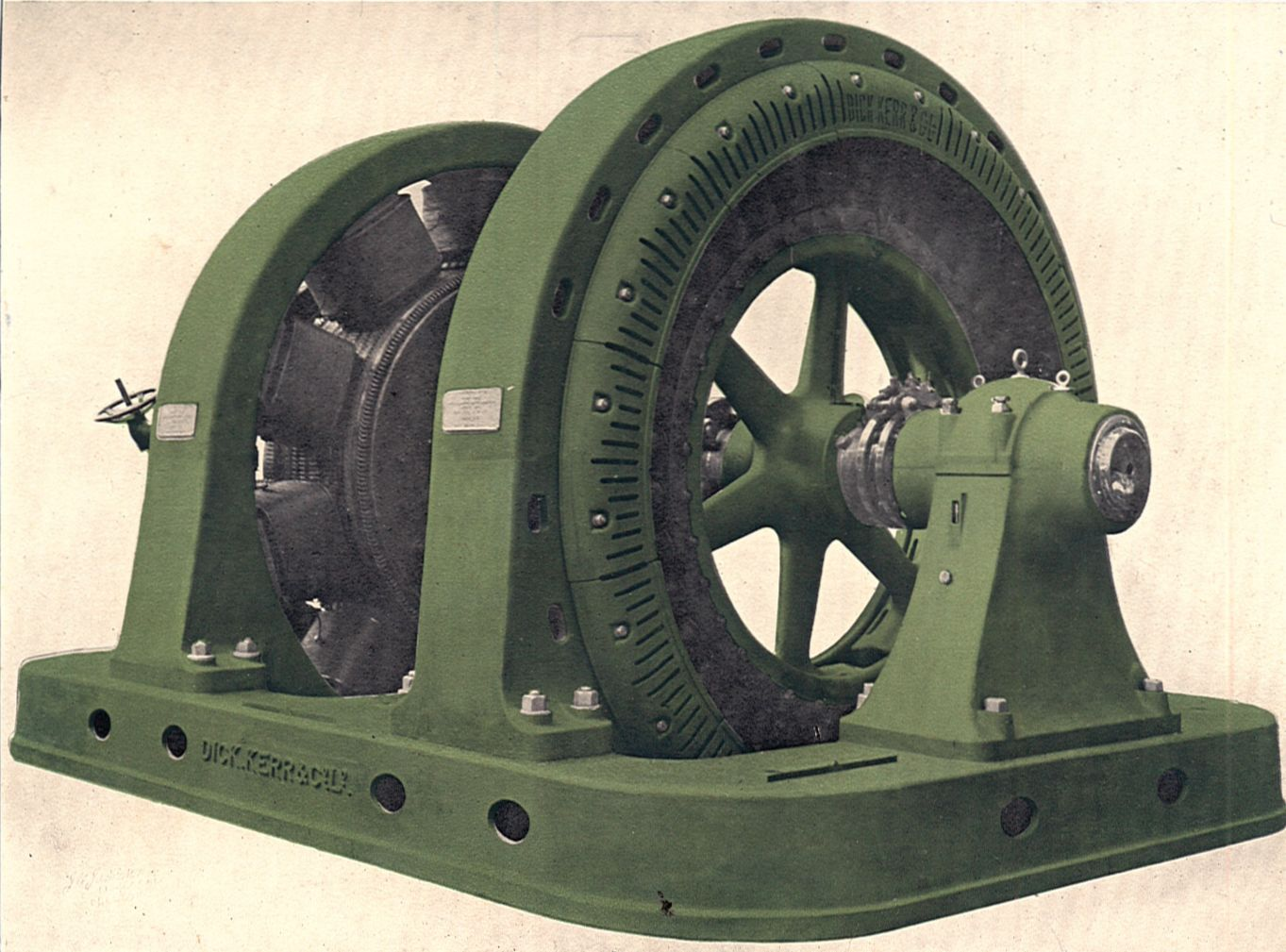
En synkron motor-generator för omvandling från växelström till likström.

En synkronmaskin är en elektrisk maskin för växelspänning. Den kallas synkrongenerator eller synkronmotor beroende på funktionen. Dess rotor roterar synkront med växelspänningen i nätet till skillnad från till exempel en asynkronmotor.  
Varvtalet n, i varv per minut, bestäms av nätfrekvensen f i Hz och poltalet p enligt
{\displaystyle n={\frac {120\times f}{p}}~~} Poltalet är en multipel av 2, vilket innebär att det högsta varvtalet med 50 Hz nätspänning är 3000 rpm.
Synkronmotorn ger fullt vridmoment vid det synkrona varvtalet vilket ger motorn den karaktäristiska egenskapen att varvtalet ej minskar när den belastas (upp till maxmomentet).

## Användningsområden
Det finns tre olika användningsområden för en synkronmaskin:
- Generator
- Motor
- Synkronkompensator.

### Generator
Det huvudsakliga användningsområdet för synkronmaskiner är som generator i kraftstationer. Nästan samtliga kraftstationer i Sverige använder synkrongeneratorer för att omvandla den mekaniska energin till elektrisk. Synkrongeneratorer används bland annat i vattenkraftverk som drivs av Francis- eller Kaplanturbiner. I Harsprånget finns en sådan generator med effekten 500 MVA vid 107,1 rpm (1,785 varv/sekund). Då vattenkraftturbiner har ett lågt varvtal kan generatorernas rotorer tillåtas ha relativt stor massa. 
En variant med cylindrisk rotor kallas turbogenerator, vilken ofta drivs av en ångturbin och ger ett högt varvtal. Turbogeneratorerna är oftast tvåpoliga och roterar med 3000 rpm (50 varv/sekund) vid 50 Hz. Vattenkraftsgeneratorer är normalt mångpoliga och går därmed med ett lågt varvtal.  I Sveriges kärnkraftverk finns generatoreffekter i intervallet 600–1670 MVA, varav de 2 största som används av Forsmark-3 och Oskarshamn-3 är fyrpoliga och arbetar med 1500 rpm synkront varvtal. 

### Motor
Det är ovanligt med synkronmaskiner i motordrift. I de fall det förekommer handlar det oftast om mycket stora effekter, flera MW och svaga nät. Asynkronmaskinen har en enklare konstruktion och är mer robust och billig i inköp. Anledningen till att man ändå väljer en synkronmaskin som motor kan vara att man vill ha ett konstant varvtal. En annan anledning är att de har en lägre startström, vilket är önskvärt i vissa fall. En tredje orsak till att välja en synkronmaskin kan vara dess förmåga att producera reaktiv effekt och därmed användas för faskompensering. Mycket stora synkronmaskiner kan dessutom ha bättre verkningsgrad än asynkronmaskinen. De allra största turbogeneratorerna kan ha en verkningsgrad över 98 %, vilket inte asynkronmaskinen kommer i närheten av.

### Synkronkompensator
Synkronkompensatorer används för att styra den reaktiva effekten (och därmed även spänningen) på elnäten. En synkronkompensator är en synkronmaskin som är inkopplad på elnätet och går i tomgång, alltså utan någon last på rotorn. Den reaktiva effekt som maskinen orsakar styrs genom att variera magnetiseringsströmmen. Det är mer ekonomiskt att använda styrda kondensatorbankar för att kontrollera den reaktiva effekten i elnätet. Synkronkompensatorer installeras ännu på ställen med behov av ökad stabilitet och kortslutningseffekt i elnätet till exempel vid mottagaränden av en HVDC-länk där elnätet har en låg kortslutningseffekt och strömventilerna i växelriktaren utgörs av tyristorer.

## Uppbyggnad

Animering av en synkronmotor

### Statorn
Statorn är den fasta komponenten i maskinen. I motorfallet består statorn av fasta spolar som orsakar magnetiska flöden. Statorn är uppbyggd av ett antal plåtpaket (laminering). Den hålls samman av en stålkonstruktion. Lindningen för en fas upptar en tredjedel av antalet spår i statorn, det vill säga en trefaskoppling fyller upp samtliga spår. 

### Rotor
På rotorn finns, vanligen på mindre maskiner, permanentmagneter och på större maskiner elektromagneter. Cylindriska rotorer används i snabbroterande turbogeneratorer och har en liten diameter i förhållande till sin längd. Rotorn är gjord i ett massivt stycke med spår för lindningar/permanentmagneter. Vattenkraftrotorer har större diameter och markerade poler.

### Poler
För att få ner varvtalet hos en rotor kan fler poler monteras. Om man istället för en tvåpolig rotor använder en fyrpolig halveras rotationshastigheten. Det finns olika utföranden av de poler som kan väljas till rotorn. Väljs till exempel en pol med avrundade kanter förbättras polplattans flödesfördelning.

### Härvor
Varje lindningsfas består av seriekopplade härvgrupper. Varje härvgrupp består av ett antal seriekopplade härvor och varje härva har ett visst antal lindningsvarv. Trefaslindningen kan utföras på två olika sätt, som planlindning eller övergångslindning beroende på hur härvorna utförs och förläggs vid konstruerandet av härvgrupper.
Används synkronmaskingen som generator får huvudspänningen begränsas, ej högre än 20 kilovolt, för att undvika att isoleringen tar mycket plats. Då får man istället ha en transformator efteråt om spänningen behöver höjas ytterligare.

## Magnetisering
För att en synkronmotor skall rotera eller en synkrongenerator ge spänning (och sedan även effekt) måste den magnetiseras. Det finns olika tillvägagångssätt för detta:
- Magnetisering med permanentmagneter (till exempel en neodymmagnet)
- Magnetisering med likströmsgenerator
- Magnetisering med roterande likriktare.
- Magnetisering med likriktare

Med permanentmagneter kan man inte ändra magnetiseringsströmmen och i förlängningen effekten. Därför används inte de för generatorer.
Den klassiska, och vanligast förekommande sättet är med kommutator och borstar, det vill säga en släpring där borstarna överför strömmen till rotorn. Detta kräver ett periodiskt underhåll då släpringarna och borstarna slits och koldamm sprids.
För en underhållsfri magnetiseringsprocedur kan en roterande likriktare användas. En sådan anläggning består av två maskiner, en huvudmaskin (innerpolmaskin) och en matare (ytterpolgenerator) ihopbyggda med en gemensam axel och i samma kapsling. Dessa är elektriskt förbundna till varandra via en roterande likriktare. Fältströmmen leds till matarmaskinens stator vilket eliminerar behovet av en anslutning till rotorn via släpringar.
Styrning av magnetiseringsströmmen/fältströmmen är enda möjligheten att kontrollera synkrongeneratorns reaktiva effekt och därmed även spänningen. Magnetiseringsutrustningen är därför en mycket viktig del av en synkronmaskin.

## Infasning
Synkronmaskinens varvtal är alltid direkt proportionell mot nätfrekvensen (till skillnad från asynkronmaskinen vars varvtal varierar med lasten). Vid inkoppling av en frilöpande synkronmaskin till ett spänningssatt trefasnät måste följande villkor vara uppfyllda:
- Samma frekvens
- Samma spänning
- Samma fasföljd
- Faslikhet i samtliga faser.

Med andra ord, generatorns polspänningar ska vara så lika nätets spänningar som möjligt.
Att åstadkomma detta kallas för infasning. När villkoren är uppfyllda kan maskinen kopplas in. Om parametrarna avviker för mycket uppstår stora strömmar i generatorn och den kommer att utsättas för en kraftig momentstöt. Om avvikelserna är tillräckligt små kommer generatorn inte att ta någon skada. Däremot kan reläskydden för generatorn och/eller elnätet lösa ut. Konsekvenserna av en felaktig infasning beror på flera faktorer, främst synkronmaskinens storlek, nätets kortslutningsimpedans och hur långt ifrån det optimala infasningsläget som inkopplingen sker vid. I värsta fall kan en felaktig infasning skada synkronmaskinen och/eller axeln mellan maskinen och turbinen/lasten.
Variationer förekommer, men normala värden för infasningskriterierna är
- Maximal spänningsdifferens: ±5%
- Maximal varvtalsdifferens: ±0,1 Hz (0,2% av varvtalet vid 50 Hz)
- Maximal fasvinkelsdifferens: ±10°

Infasning sker numera automatiskt med ett fasningsdon. Tidigare gjordes infasningen manuellt med hjälp av tre lampor. Lamporna kopplades mellan generator och nätspänning enligt L1-L2, L2-L1, L3-L3. När generatorn har samma spänning, frekvens och fasföljd som elnätet kommer två lampor att drivas av huvudspänningar och lysa med full effekt. Den tredje lampan, som är kopplad L3-L3, kommer vid korrekt infasning att vara släckt. Det är lättare att se spänningsskillnader över en svagt lysande lampa än över en starkt lysande. Är systemet nästan i fas kommer lampan att lysa med en svagt glödande lamptråd.
Denna infasningsmetod ersattes med mätare som visade skillnader för spänning, frekvens (varvtal) och fasvinkel mellan maskin och nät. Detta möjliggjorde en mer exakt infasning än metoden med lampor.
Ökande kortslutningseffekter i näten och större möjligheter att automatisera infasningsprocessen ledde till att automatisk infasning infördes på så gott som alla kraftstationer. "Den mänskliga faktorn" försvann från den mycket kritiska infasningsproceduren.
En kraftstations livslängd är oftast lång och det finns många anläggningar kvar med manuell infasning. Funktionen kan ha behållits på kraftstationen som en reserv om systemet för automatisk infasning av någon anledning skulle fallera. Även om infasningsmetoden kallas manuell så ingår ofta ett så kallat synkrocheck-relä som hindrar operatören från att göra en felaktig infasning.

## Jämförelse med asynkronmaskinen
En stor fördel med synkronmaskinen är att den håller konstant varvtal oberoende av belastningen. Naturligtvis klarar den inte en kraftig överbelastning, då den stannar. Den har också något högre verkningsgrad än motsvarande asynkronmaskin.
Eftersom synkronmaskinen måste ha en likströmsmagnetisering, blir den mer komplicerad än asynkronmaskinen, där rotorns lindningar är kortslutna eller anslutna till motstånd.

## Övrigt
En stor effektförlust uppkommer i gapet mellan stator och rotor. En del försök har gjorts på att använda sig av supraledande generatorer. En sådan utveckling kan leda till väsentligt ökade strömtätheter.